# Santo Domingo Xenacoj
Santo Domingo Xenacoj är en kommunhuvudort i Guatemala.   Den ligger i departementet Departamento de Sacatepéquez, i den centrala delen av landet, 20 km väster om huvudstaden Guatemala City. Santo Domingo Xenacoj ligger 1 860 meter över havet och antalet invånare är 8 791.
Terrängen runt Santo Domingo Xenacoj är kuperad. Runt Santo Domingo Xenacoj är det mycket tätbefolkat, med 2 103 invånare per kvadratkilometer. Närmaste större samhälle är Mixco, 11,0 km sydost om Santo Domingo Xenacoj. I omgivningarna runt Santo Domingo Xenacoj växer huvudsakligen savannskog.